# Carlos Armando Bustos
Carlos Armando Bustos Crostelli (10 de enero de 1942, La Cumbre, Córdoba, detenido desaparecido el 8 de abril de 1977, en Buenos Aires) fue un sacerdote capuchino, miembro de Movimiento de Sacerdotes para el Tercer Mundo, víctima de la última dictadura cívico militar de Argentina.

## Biografía
Era el mayor de cinco hermanos. Su madre biológica falleció cuando él era todavía un niño muy pequeño, así que fue educado por la segunda mujer de su padre, Elvira Ducrano, quien le ofreció su apoyo cuando decidió, teniendo solo 12 años, ingresar como seminarista a la Orden Franciscana Capuchina. Fue ordenado sacerdote el 2 de mayo de 1970 en Santa María de los Ángeles. Con el tiempo, armó su propia capilla en Ciudad Oculta, donde además vivía, aunque también solía celebrar misas en la Iglesia de Pompeya.

## Militancia
Militó, desde 1970, en el Movimiento Villero Peronista, vinculado con Montoneros. También era miembro de Movimiento de Sacerdotes para el Tercer Mundo.
En 1971 realizó sus tareas pastorales en asentamientos sobre la barranca del río Paraguay, en la provincia de Formosa y en 1972 en una villa miseria en Mataderos, trabajando con el padre Patricio Rice (Patrick Michael Rice).

## Desaparición
Fue secuestrado el 8 de abril de 1977 a primeras horas de la tarde en inmediaciones de la Basílica de Nueva Pompeya, en Buenos Aires, durante una ola de represión contra militantes cristianos nucleados en Cristianos por la Liberación. Según testimonios de ex detenidos, fue torturado en el centro clandestino de detención llamado “Club Atlético”  de la ciudad de Buenos Aires. Permanece desaparecido. 

Mauricio Silva, sacerdote de la congregación católica de los Hermanitos del Evangelio, fue secuestrado días después en un operativo similar.